# 103-й ближнебомбардировочный авиационный полк
103-й ближнебомбардировочный авиационный полк — авиационная воинская часть ВВС РККА бомбардировочной авиации в Великой Отечественной войне.

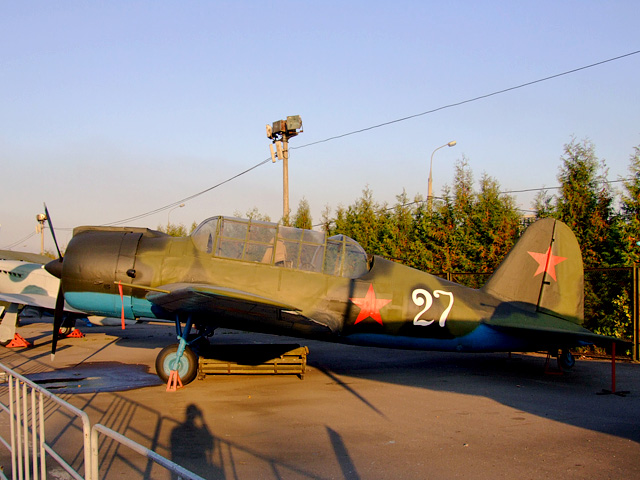
На самолёте Су-2 полк воевал до 1942 года.

## Наименование полка
В различные годы своего существования полк имел наименования:
- 103-й ближнебомбардировочный авиационный полк;
- 103-й бомбардировочный авиационный полк;
- 103-й штурмовой авиационный полк[1][2];
- 103-й штурмовой авиационный Гродненский полк[1];
- 103-й штурмовой авиационный Гродненский Краснознамённый полк[1];
- 103-й штурмовой авиационный Гродненский Краснознамённый ордена Суворова полк[1].

## История и боевой путь полка
Полк сформирован на базе 43-й смешанной авиабригады Харьковского военного округа 5 мая 1938 года на основании приказа командующего Харьковского военного округа в городе Харькове на самолётах Су-2. Полк получил наименование 103-й ближнебомбардировочный авиационный полк (именовался также как 103-й бомбардировочный авиационный полк) и вошел в состав 19-й легкобомбардировочной авиабригады Харьковского военного округа.
После начала войны полк 28 июня перебазировался из Харькова в район Новозыбкова. Боевую работу на фронтах Великой Отечественной войны полк начал 29 июня 1941 года в составе ВВС 21-й армии Западного фронта на самолётах Су-2 с аэродромов Новозыбков, Деменка (село в Новозыбковском районе Брянской области), Климово. Полк, имея в бовеом составе 38 самолётов Су-2, выполнял боевую задачу, нанося удары по танковым и автомобильным колоннам, живой силе и технике противника, переправам и аэродромам противника в районах Бобруйск, Жлобин, Рогачёв, Новый Быхов, Старый Быхов. В ходе боев полк потерял значительное число самолётов и 9 июля группа летчиков была направлена на завод в Харьков за новыми Су-2. После тяжелых боев полк вновь потерял значительное число машин и в начале августа 1941 года во второй раз группа летчиков получала новые самолёты в Харькове.
С 29 июня по 15 августа полк, действуя на Центральном фронте, выполнил 590 боевых вылетов, уничтожил и повредил 45 самолётов, 125 танков, 375 автомашин с грузом, 1 склад боеприпасов, 8 орудий, 1 штаб и до 5000 солдат и офицеров противника. Свои потери составили более 33 человек.
В августе 1941 года полк сдал оставшиеся самолёты другим частям и убыл с фронта на переформирование по железной дороге из Новозыбкова в Харьков, чтобы пополниться людьми и получить самолёты до штатной численности. Часть личного состава из-за бомбардировки станции Новозыбков добиралась до Харькова отдельно мелкими группами. Когда весь полк собрался в Харькове, поступил приказ, согласно которому штурманы переводились в другие бомбардировочные части, а летчики и технический состав должны были уехать в состав 1-й запасной авиабригады в Воронеж для освоения новых самолётов — штурмовиков Ил-2. В сентябре 103-й ближнебомбардировочный авиационный полк переименован в 103-й штурмовой авиаполк 2-х эскадрильного состава. На базе остального личного состава полка сформированы 504-й и 565-й штурмовые авиаполки. 25 сентября 1941 года полк убыл в составе 2-х эскадрилий на Крымский участок Закавказского фронта. Полк вошел в состав ВВС 51-й отдельной армии. Боевую работу вел с аэродромов: Кача, Ротендорф, Ново-Царицыно, действуя по живой силе и технике противника до 15 декабря 1941 года.
В составе действующей армии полк находился с 28 июня по 15 августа 1941 года.

## Командиры полка
- подполковник Мироненко Павел Иванович[2], 05.1938 — 14.09.1942

## В составе объединений
| Дата          | Фронт (округ)             | Армия                            | Дивизия                            | Примечания |
| ------------- | ------------------------- | -------------------------------- | ---------------------------------- | ---------- |
| 05.05.1938 г. | Харьковский военный округ | ВВС Харьковского военного округа | 19-я легкобомбардировочная бригада |            |
| 22.06.1941 г. | Западный фронт            | ВВС Западного фронта             |                                    |            |
| 29.06.1941 г. | Западный фронт            | ВВС Западного фронта             | ВВС 21-й армии                     |            |
| 26.07.1941 г. | Центральный фронт         | ВВС Центрального фронта          | ВВС 21-й армии                     |            |
| 15.08.1941 г. | Орловский военный округ   | ВВС Орловского военного округа   | 1-я запасная авиационная бригада   |            |

## Участие в операциях и битвах
- Смоленское сражение:
  - Рогачёвско-Жлобинская наступательная операция — с 13 по 30 июля 1941 года.